# Kuşkaya, Altıeylül
Kuşkaya là một xã thuộc huyện Altıeylül, tỉnh Balıkesir, Thổ Nhĩ Kỳ. Dân số thời điểm năm 2010 là 316 người.